# 남아본색
《남아본색》(중국어: 男兒本色)은 천무성이 감독한 홍콩의 영화로, 사정봉, 방조명, 여문락, 오경이 주연하였다.

## 출연

### 주연
- 사정봉
- 여문락
- 방조명
- 오경
- 강약림

### 조연
- 안지걸
- 임가화
- 오윤룡

## 같이 보기
- 사정봉
- 우징